# مجموعه آثار چخوف
مجموعهٔ آثار چخوف مجموعهٔ ده‌جلدیِ نوشته‌های آنتون چخوف به ترجمهٔ فارسی سروژ استپانیان و ناهید کاشی‌چی است که در سال ۱۳۷۵ منتشر و در مراسم کتاب سال جمهوری اسلامی ایران به‌عنوان کتاب برگزیده معرفی شد.

## محتوا
چهار جلد نخست داستان‌های کوتاه، جلد پنجم جزیره ساخالین، جلد شش و هفت نمایشنامه‌ها و سه جلد نهایی نامه‌های چخوف را در بر می‌گیرد. نامه‌ها را ناهید کاشی‌چی و باقی مجلّدات را سروژ استپانیان ترجمه کرده‌است.